# Médecine préventive

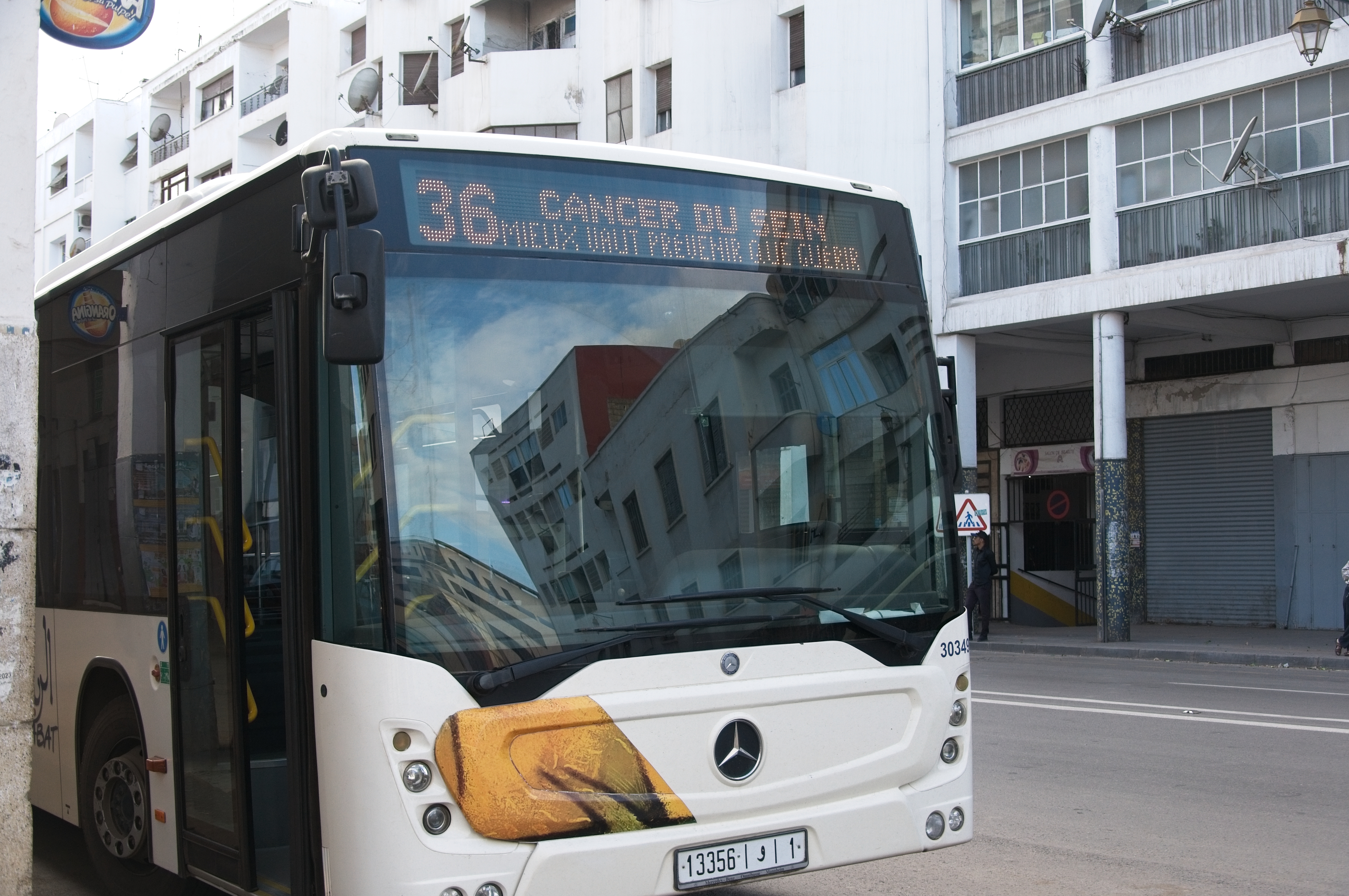
Autobus affichant un texte de prévention pour le dépistage du cancer du sein.

La médecine préventive est la branche de la médecine consistant à donner des conseils d'hygiène au sens large (propreté, mais aussi diététique, encouragement à un sport ou une activité physique, ergonomie et manière de faire des efforts, prévention des comportements à risque, etc.) ainsi qu'au dépistage de maladie.
La médecine préventive est en général pratiquée par des médecins généralistes du fait de leur proximité avec les populations. La médecine préventive fait également beaucoup appel aux médias pour des campagnes de sensibilisation, d'information et de conseils.

## Dépistages
Parmi les dépistages fréquemment pratiqués, citons :
- l'hypertension artérielle ;
- le diabète ;
- le cancer du sein (palpations, mammographie) ;
- le cancer du col de l'utérus (frottis) ;
- le cancer colorectal (recherche du sang dans les selles) ;
- le cancer de la prostate (toucher rectal) ;
- les visites médicales de non contre-indication à la pratique d'un sport ;
- le suivi de la grossesse ;
- le dépistage des infections sexuellement transmissibles